# Belém (Paraíba)
Belém, también llamado Belén en lengua española, es un municipio brasileño en el estado de Paraíba. Población de  17.315 habitantes (2006). Superficie de 100 km².

## Geografía
- Altitud: 150 metros.
- Latitud: 06° 44' 49" S
- Longitud: 35° 31' 08" O